# ゴクロウサン
「ゴクロウサン」は、日本の楽曲。作詞：伊藤アキラ、作曲：森田公一、編曲：佐々木勝彦。

## 概要
1976年8月、NHKの『みんなのうた』で紹介。同年4月に同番組で紹介し、ヒットを飛ばした「南の島のハメハメハ大王」を手掛けた「伊藤・森田・佐々木」トリオが、新たに手掛けた楽曲で、毎日東から西へ回る太陽、痩せたと思ったら満ちていく三日月、同じ場所を回り続ける時計の針の3種に対して、「ゴクロウサン」とサンバ調で訴える歌。
歌は「森田公一とトップギャラン」メンバーの小原重彦と、アニメ歌手やコマソン歌手で知られる藤本房子の2名。また楽曲ではコーラスが入っていたが、コーラス名はクレジットされていない。放送では2番と3番の間に間奏が入り、3番ラストの三三七拍子調の台詞は2回繰り返し、最後は「ゴクロウサーン!!」という叫びで終わった。映像は月岡貞夫製作のアニメで、この年の6月26日に開催された「アントニオ猪木対モハメド・アリ」の対戦シーンがアニメで再現されている。
「ハメハメハ大王」の様な再放送やDVD化はされていない。

## カバー
小原・藤本版はレコード化やCD化はされていないが、放送当時、日本コロムビアから藤本房子とこおろぎ'73バージョンが発売（B面は同時期放送の宮本浩次歌唱「はじめての僕デス」）、またクラウンレコード（現：日本クラウン）からは、藤本歌唱の「ぼくのお父さん」のB面に収録された。